# Маркес, Ванесса
Ване́сса Роза́лия Ма́ркес (англ. Vanessa Rosalia Marquez; 21 декабря 1968, Лос-Анджелес, Калифорния, США — 30 августа 2018, Южная Пасадина, Калифорния, США) — американская актриса

 и певица. Наиболее известна по роли второго плана — медсестры Венди Голдман, в первых трёх сезона телесериала «Скорая помощь», а также по своей дебютной роли Аны Дельгадо в фильме «Выстоять и сделать» (1988). Была членом ACTRA. Убита полицейскими.

## Биография
Ванесса Розалия Маркес родилась 21 декабря 1968 года в округе Лос-Анджелес (штат Калифорния, США). С раннего детства она хотела стать актрисой, восхищаясь Джуди Гарланд, Ширли Темпл и Бесси Лав. Она рассылала письма продюсерам и агентам, надеясь быть замеченной, изначально безрезультатно.

## Карьера
В 1992 году Маркес появилась в эпизоде телесериала «Сайнфелд» под названием «The Cheever Letters», где сыграла секретаря кубинского посольства. Её успешный дебют в фильме «Выстоять и сделать» стал началом полноценной карьеры в кино и на телевидении; затем она исполнила роли в гангстерском эпосе «За кровь платят кровью» (1993) и независимом фильме «Двадцать долларов» (1993). Среди её работ на телевидении гостевые роли в нескольких популярных телесериалах, включая «Мелроуз-Плейс» (1992), и роль второго плана в сериале «Малкольм и Эдди». Помимо актёрской карьеры, Ванесса была талантливой вокалисткой и появилась в качестве певицы в фильме 2000 года «Под подозрением».

## Личная жизнь
Маркес страдала от депрессии, ОКР и шопоголизма. Её борьба с последним была задокументирована в эпизоде шоу A & E’s «Вмешательство» в 2005 году.
Незадолго до гибели имя Маркес появлялось в новостях в связи с её участием в движении #MeToo. Она утверждала, что страдала от домогательств на съёмочной площадке сериала «Скорая помощь». В октябре 2017 года она обвинила актёра сериала Джорджа Клуни в том, что он посодействовал, чтобы она была «занесена в чёрный список» после того, как пожаловалась руководителям на преследование. Клуни отрицал это.

## Смерть
Актриса страдала от приступов и других проблем, связанных с психическим здоровьем. 30 августа 2018 года в дом в Южной Пасадене, штат Калифорния, где она проживала, её домовладельцем была вызвана полиция. Сотрудники полиции вошли в дом, чтобы провести проверку её состояния.
После девяноста минут общения, в том числе вмешательств работника центра психического здоровья округа Лос-Анджелес, она взяла в руки пневматический пистолет (небоевой, стреляющий металлическими пульками) и направила его на полицейских, которые после этого открыли огонь. Маркес была ранена два раза. После этого она была доставлена в местную больницу, где её объявили мёртвой по прибытии.
В феврале 2019 года адвокаты, представляющие её мать, подали иск о неправомерной гибели против города Южная Пасадена. Иск перечислял совершённые полицейскими нарушения, включая незаконное проникновение, халатность, лишение свободы на ложных основаниях, невызов скорой медицинской помощи и нарушение Закона Бэйна. В марте 2020 года полиция Южной Пасадены обнародовала видеозапись с места происшествия, в которой Маркес умоляла офицеров убить её, а также направляла страйкбольную реплику пистолета Beretta 92FS на офицеров. В отчёте прокуратуры действия офицеров полиции были признаны правомерной защитой себя и других. В результате расследования было сообщено, что офицеры не понесут уголовного преследования.